# Zamek Lietava
Zamek Lietava (słow. Lietavský hrad, Litova, Letava, Lethawa, węg. Zsolnalitva) – zamek (obecnie w znacznej części w ruinie) na Słowacji, położony na wysokim skalnym grzbiecie pomiędzy wsiami Lietava i Lietavská Svinná w powiecie Żylina.

## Położenie
Zamek znajduje się w Sulowskich Wierchach, a dokładniej w ich części zwanej Skalky. Zamek usytuowany został na ich skalistym grzbiecie pomiędzy szczytami Strážna (686 m) i Cibuľník (633 m). Jego ruiny wznoszą się piętrowo na wysokości ok. 600–630 m n.p.m.

## Historia
Zamek został zbudowany prawdopodobnie w XIII wieku. Na początku XIV wieku należał do Mateusza Czaka i wchodził w skład jego rozległych włości. Pod koniec XIV wieku jego właścicielem był Zygmunt Luksemburski. W XVI wieku zamek został rozbudowany i ozdobiony w stylu renesansowym przez węgierski ród Turzonów. Ostatnim właścicielem był Jerzy VII Thurzo. Po śmierci Emeryka Thurzo w 1621 roku rozpoczęły się procesy o zamek pomiędzy jego spadkobiercami. Według wzmianki z 1698 roku zamek już nie był zamieszkiwany, w związku z czym zaczął popadać w ruinę. Około 1760 roku zniszczenia zamku były tak duże, że znajdujące się w nim do tego czasu archiwum przeniesiono na Zamek Orawski.
W 2008 roku coraz bardziej niszczejący zamek przejął lokalny komitet, który rozpoczął prace zabezpieczające. Obecnie trwają prace konserwatorskie.

## Turystyka
Zamek jest dostępny turystycznie dwoma szlakami turystycznymi z trzech miejscowości. Można też dojść do niego nieznakowaną drogą z parkingu przy boisku sportowym w miejscowości Lietavská Svinná – Babkov. Z parkingu jest widoczny
  Lietava, Majer – Zamek Lietavski. Odległość 2,1 km, suma podejść 225 m, czas przejścia 50 min
  Podhorie – Zamek Lietavski. Odległość 4,6 km, suma podejść 240 m, czas przejścia 1:20 godz.
  Lietavská Svinná, kościół – Zamek Lietavski. Odległość 1 km, suma podejść 200 m, czas przejścia 30 min.

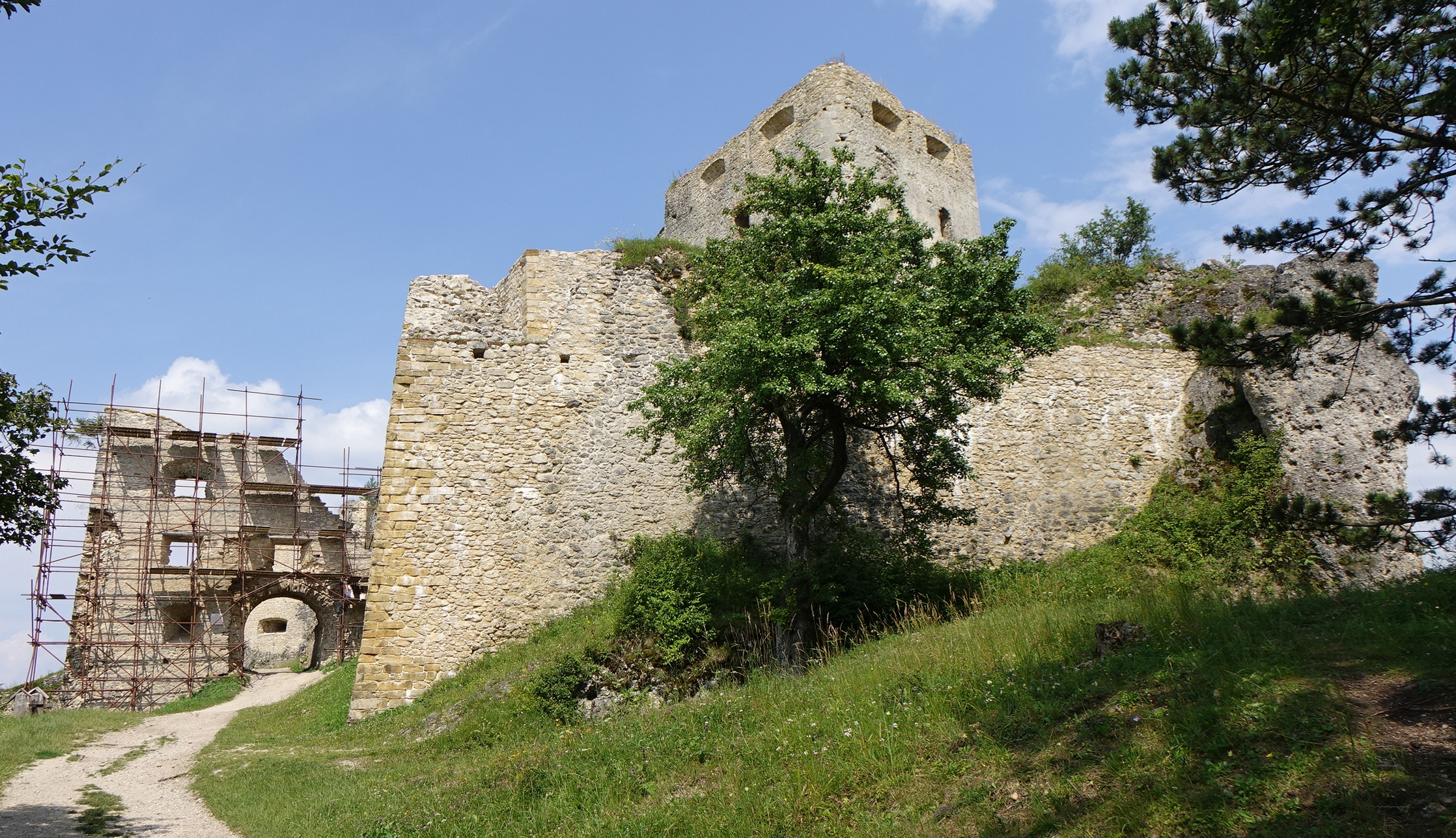
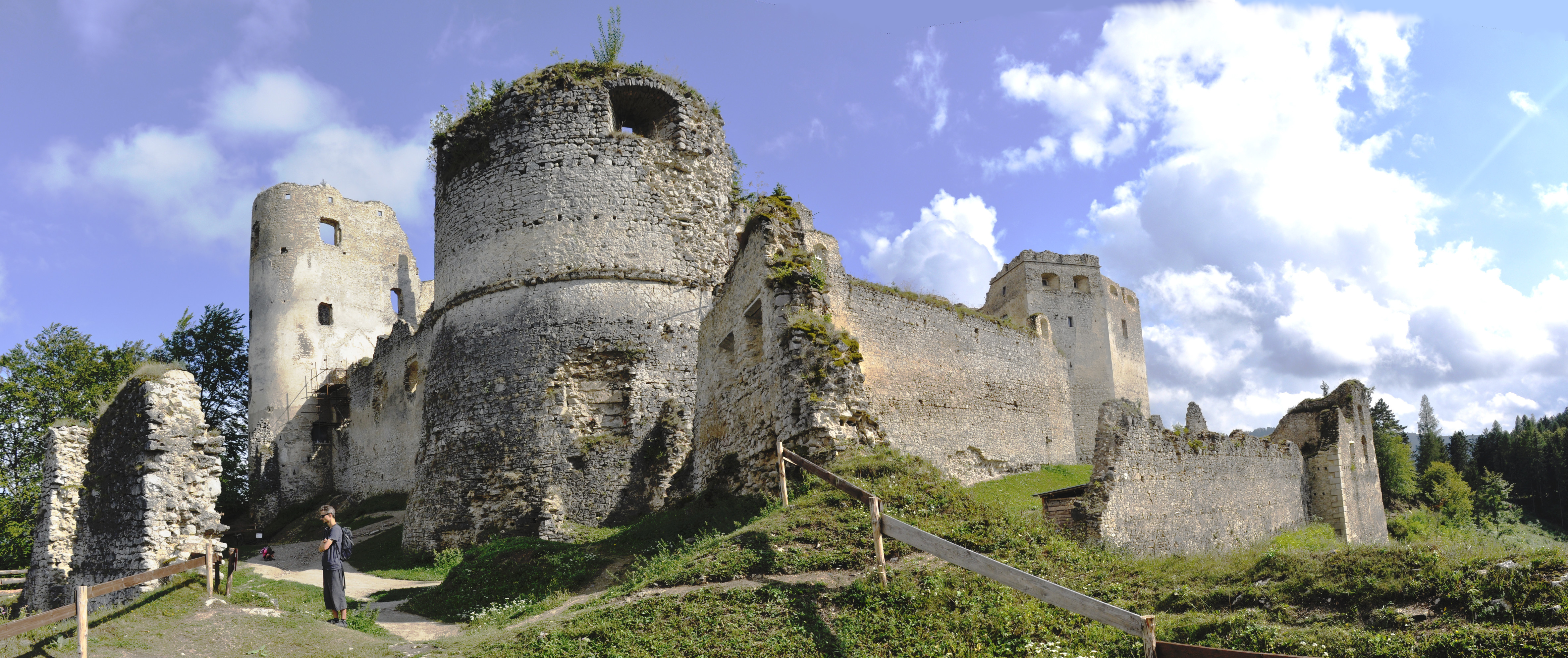
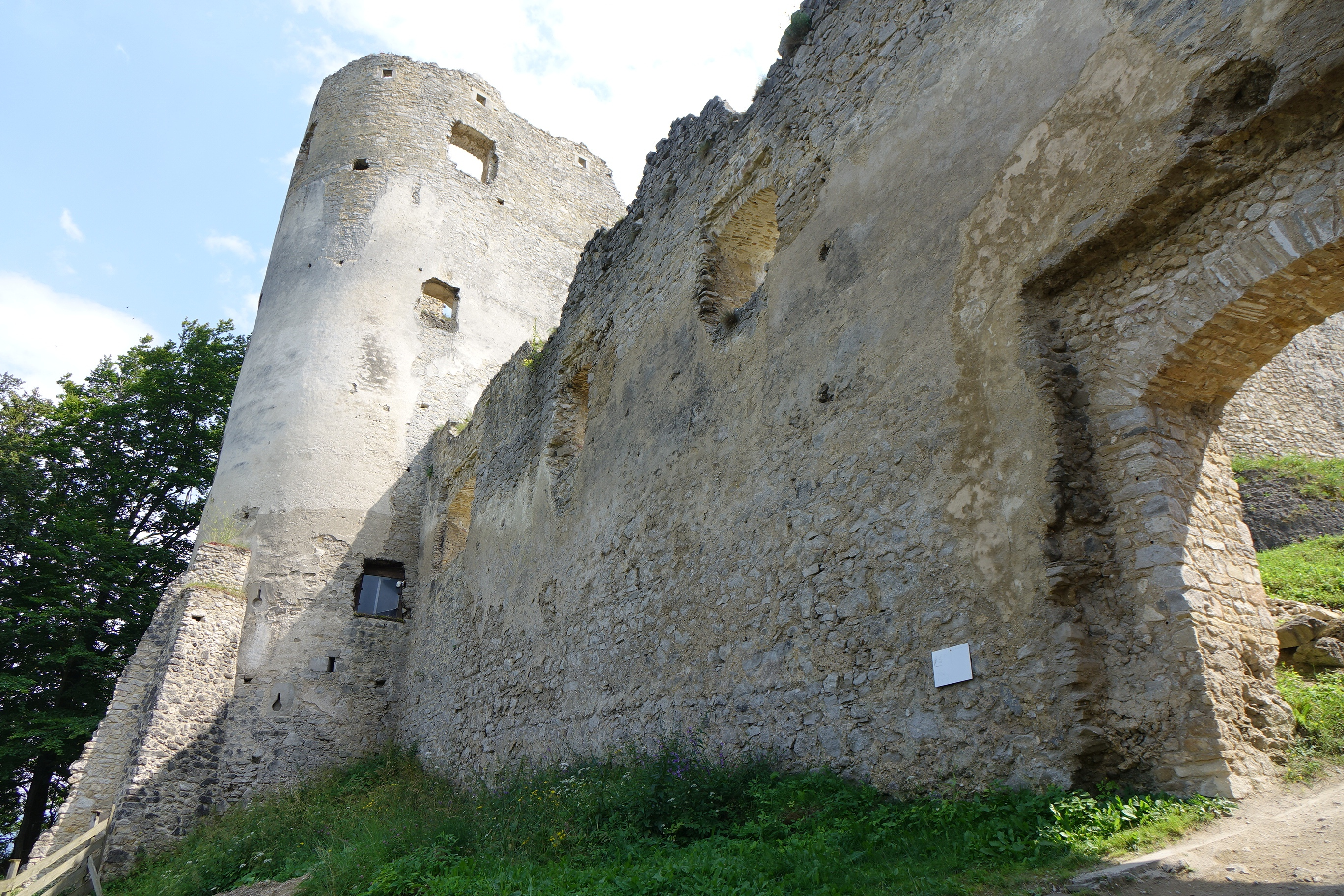
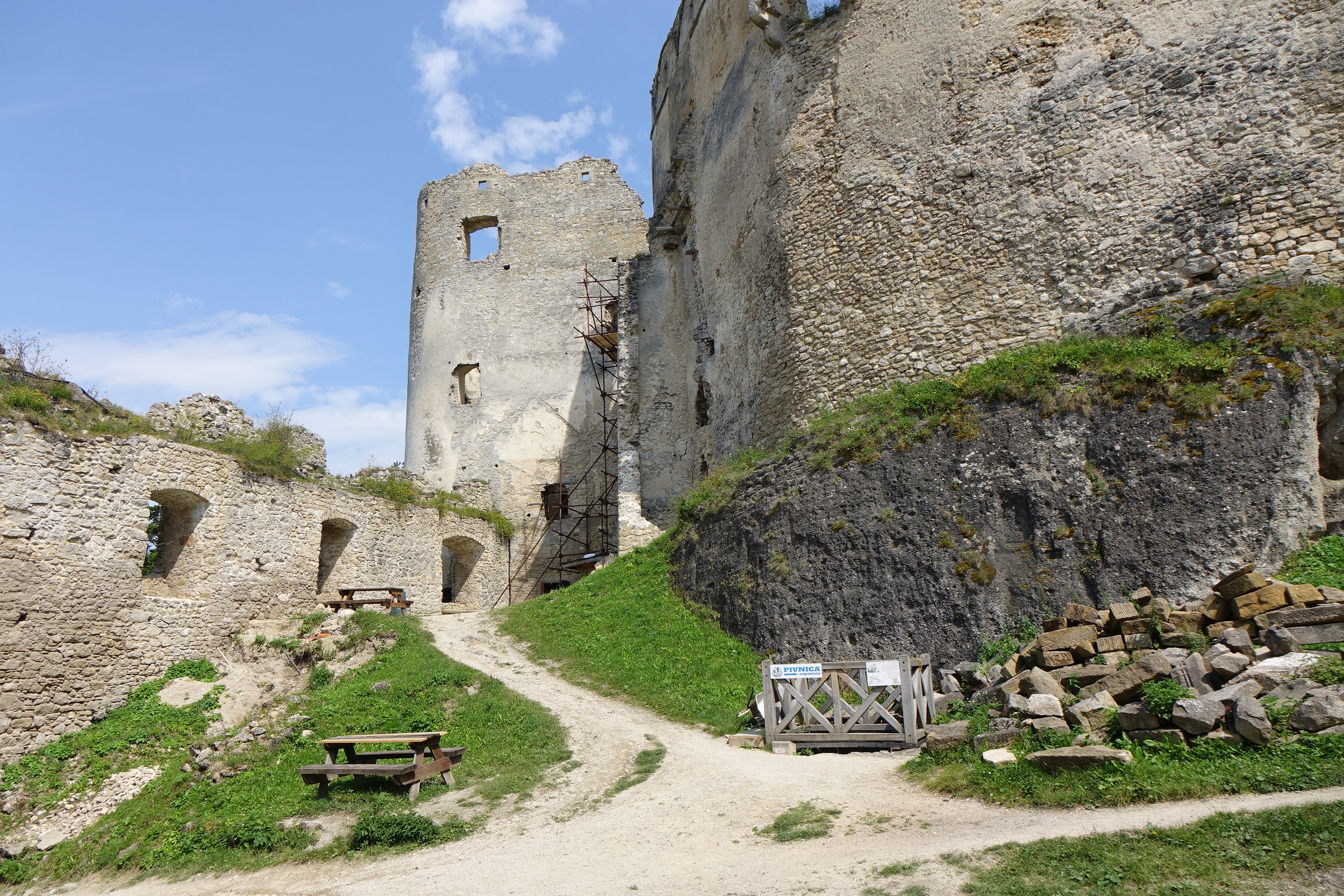
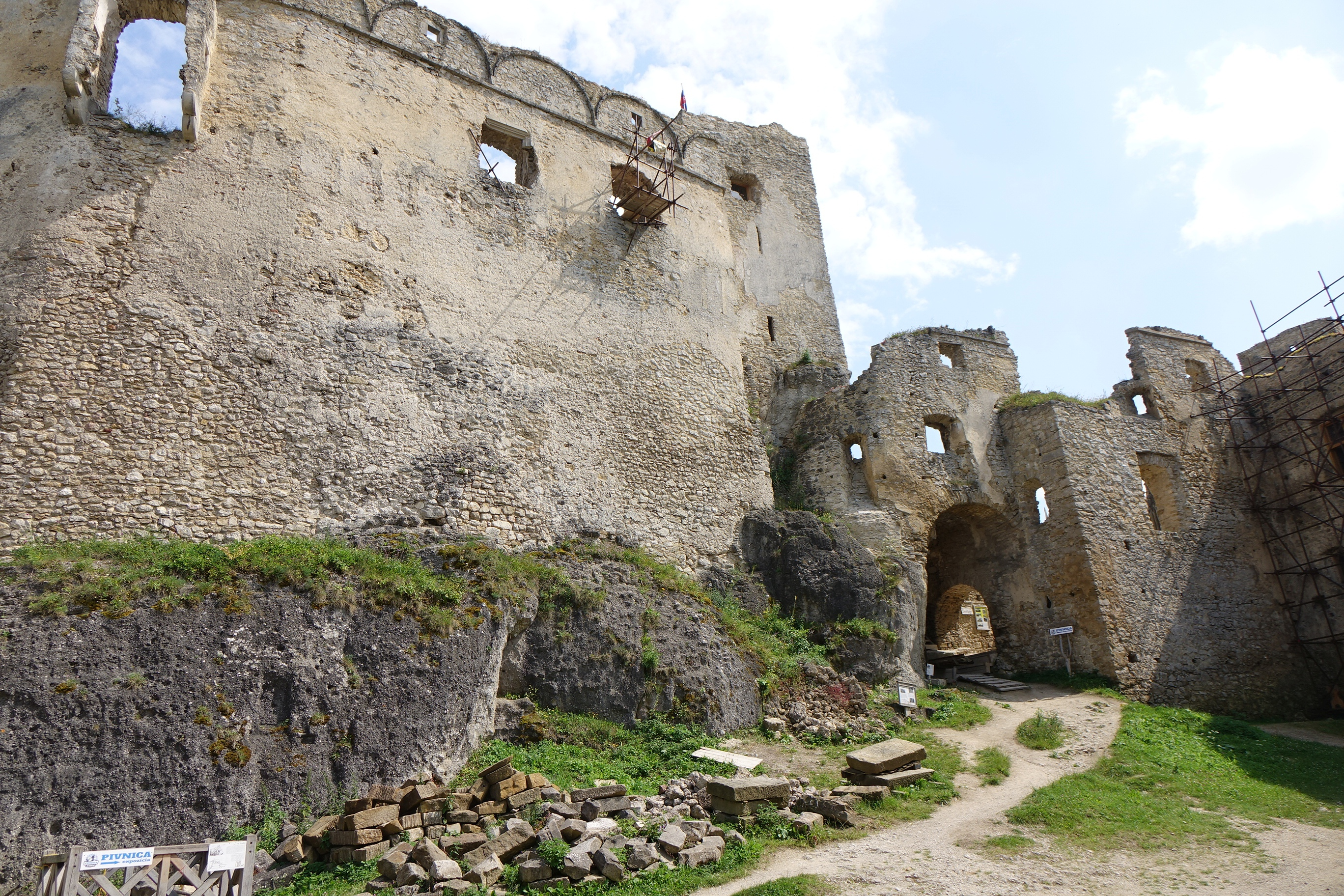
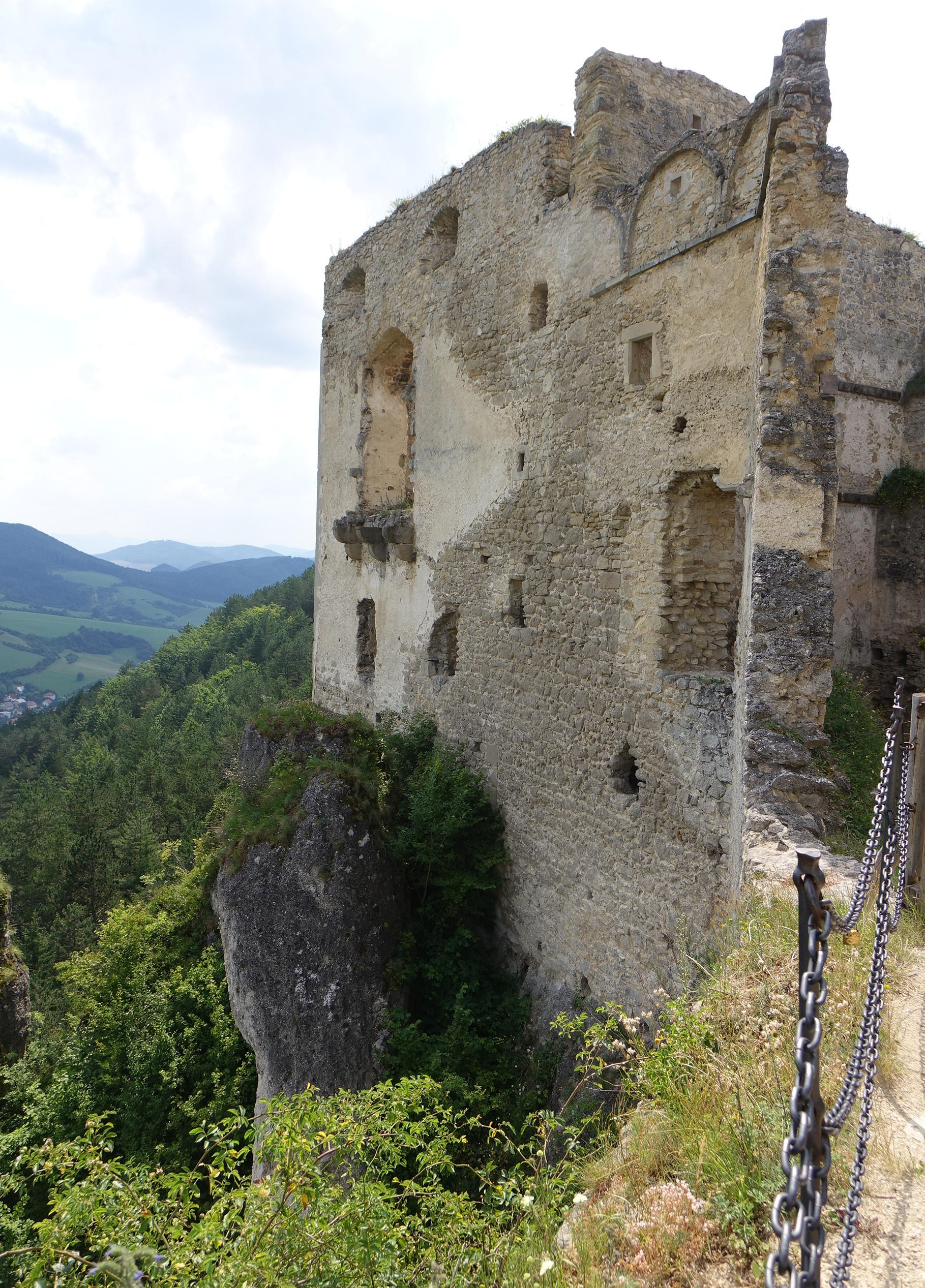
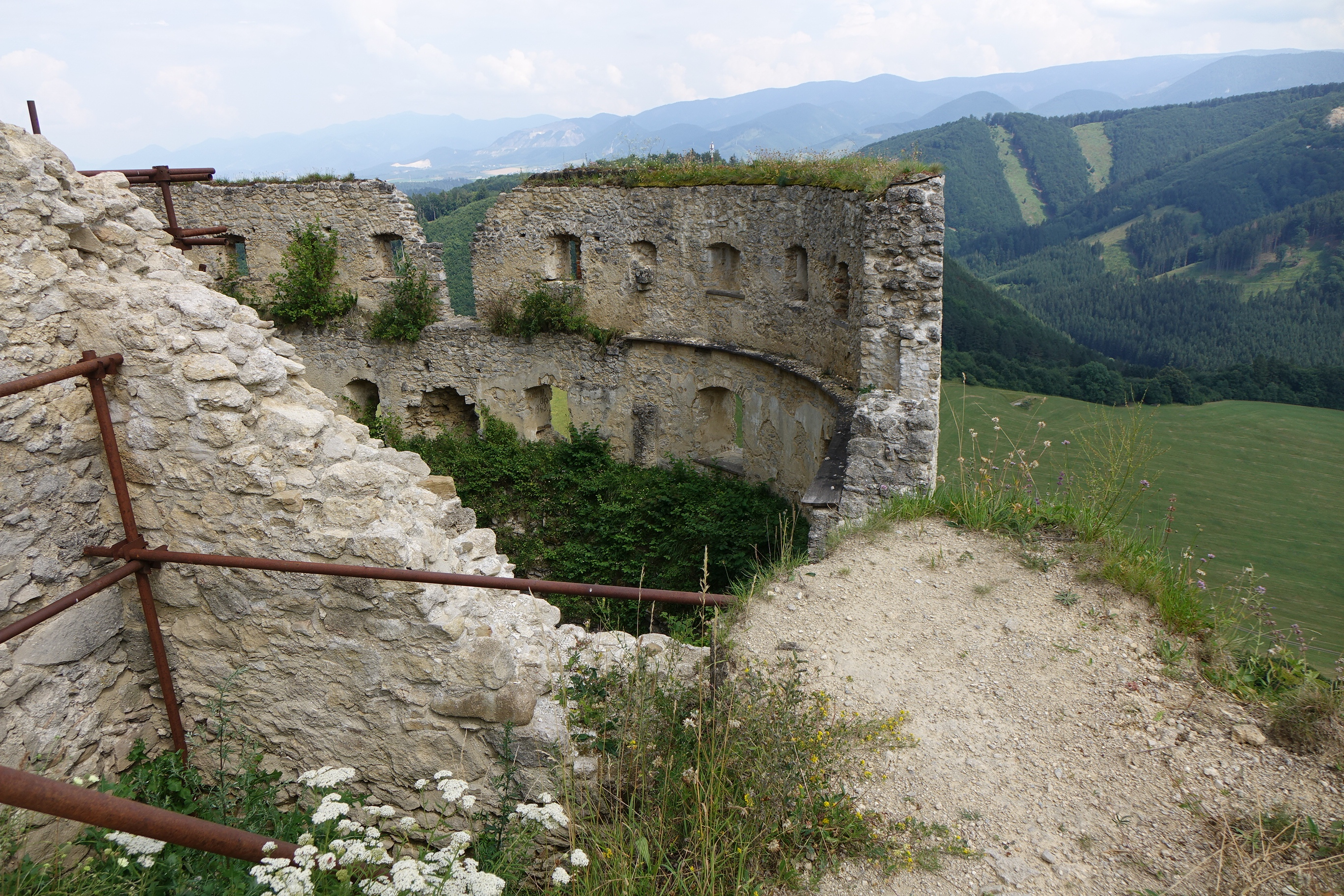
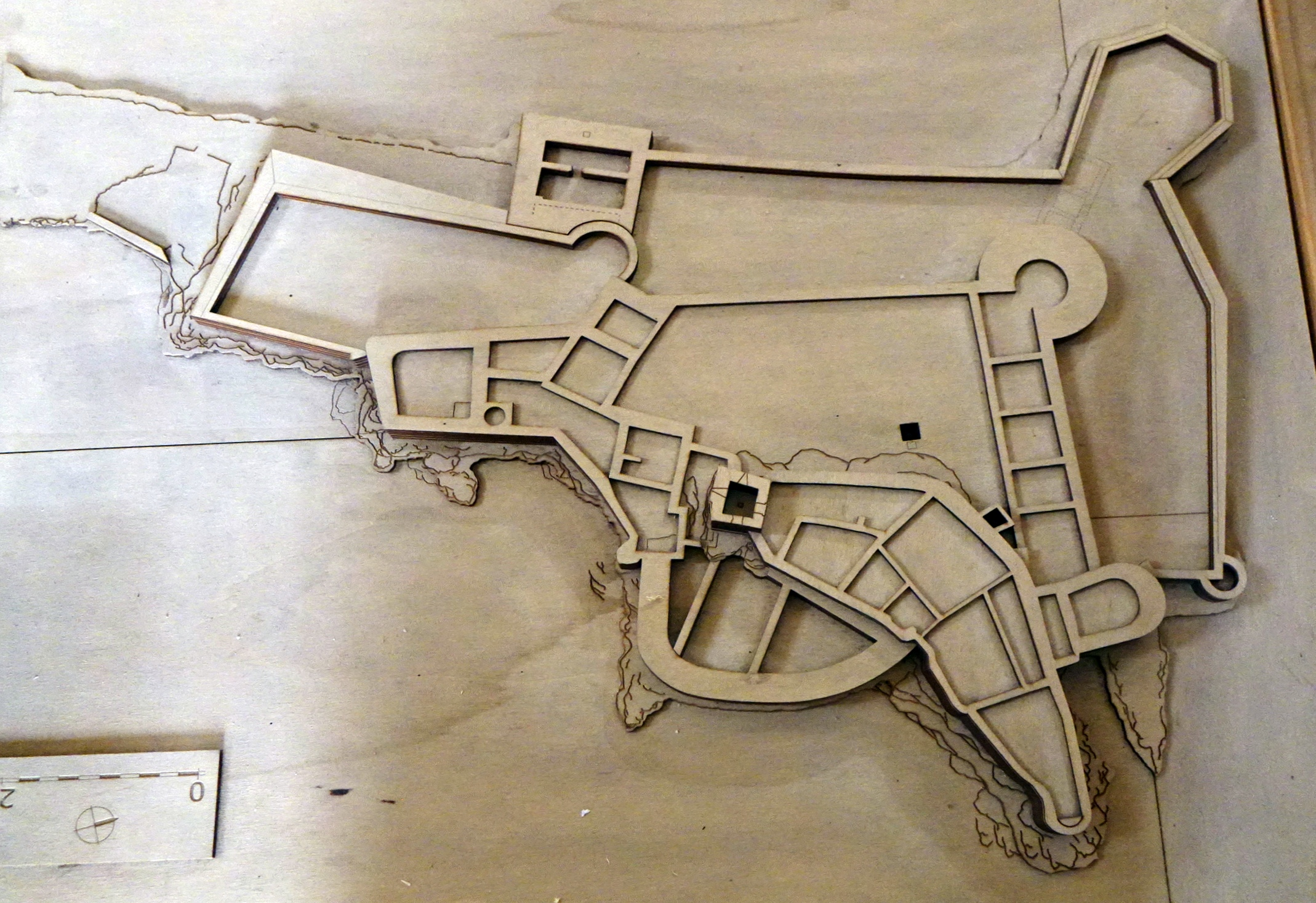
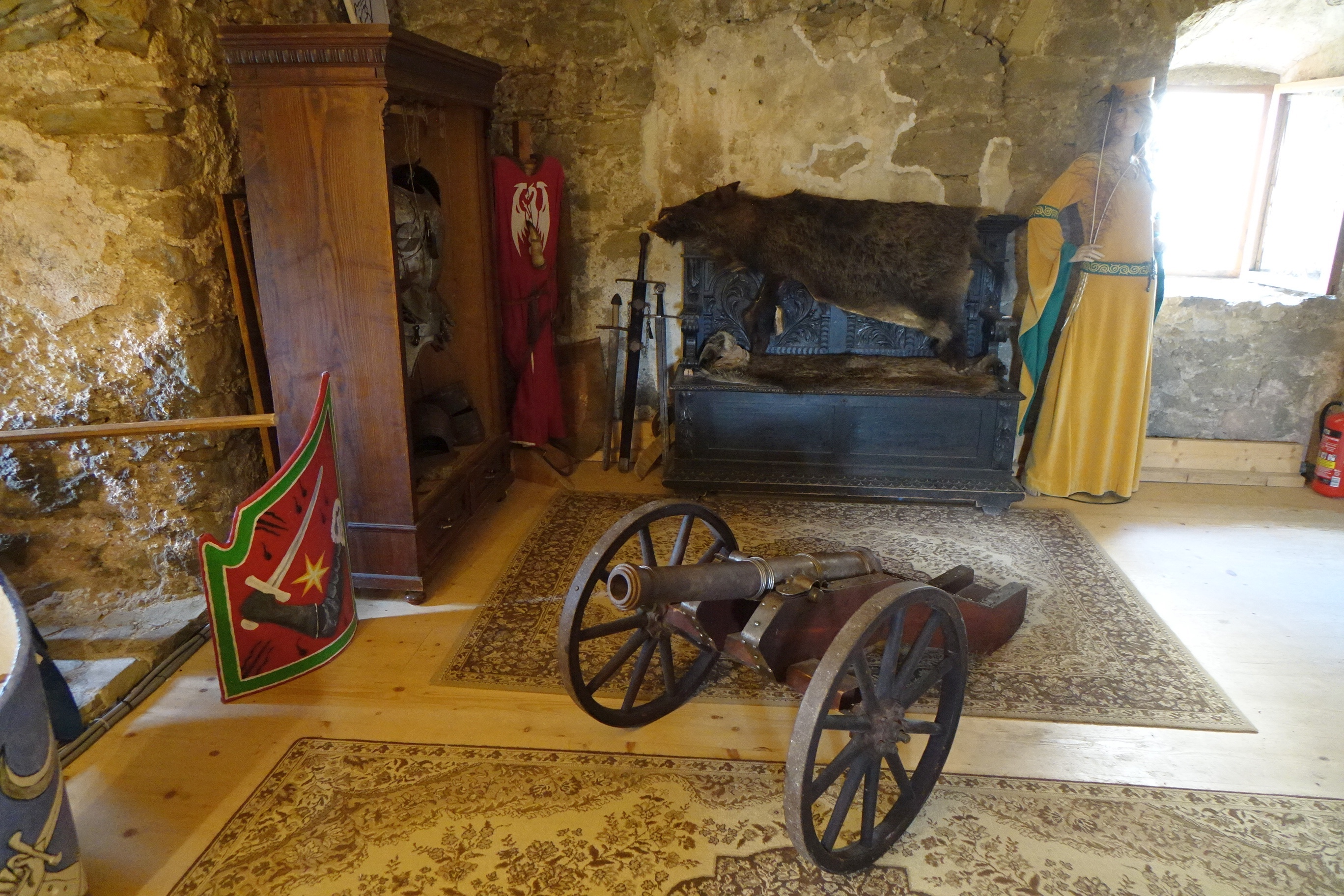